# ژو چونکسیو
ژو چونکسیو (انگلیسی: Zhou Chunxiu؛ زادهٔ ۱۵ نوامبر ۱۹۷۸) دونده ماراتن، و دونده دو استقامت اهل چین است.